# Stilpnaroma
Stilpnaroma is een geslacht van vlinders van de familie spinneruilen (Erebidae), uit de onderfamilie Lymantriinae.

## Soorten
- S. melanocera (Hampson, 1909)
- S. nasisi Collenette, 1960
- S. venosa Hering, 1926
- S. vitrina Mabille, 1878